# Samantha Harris (Model)

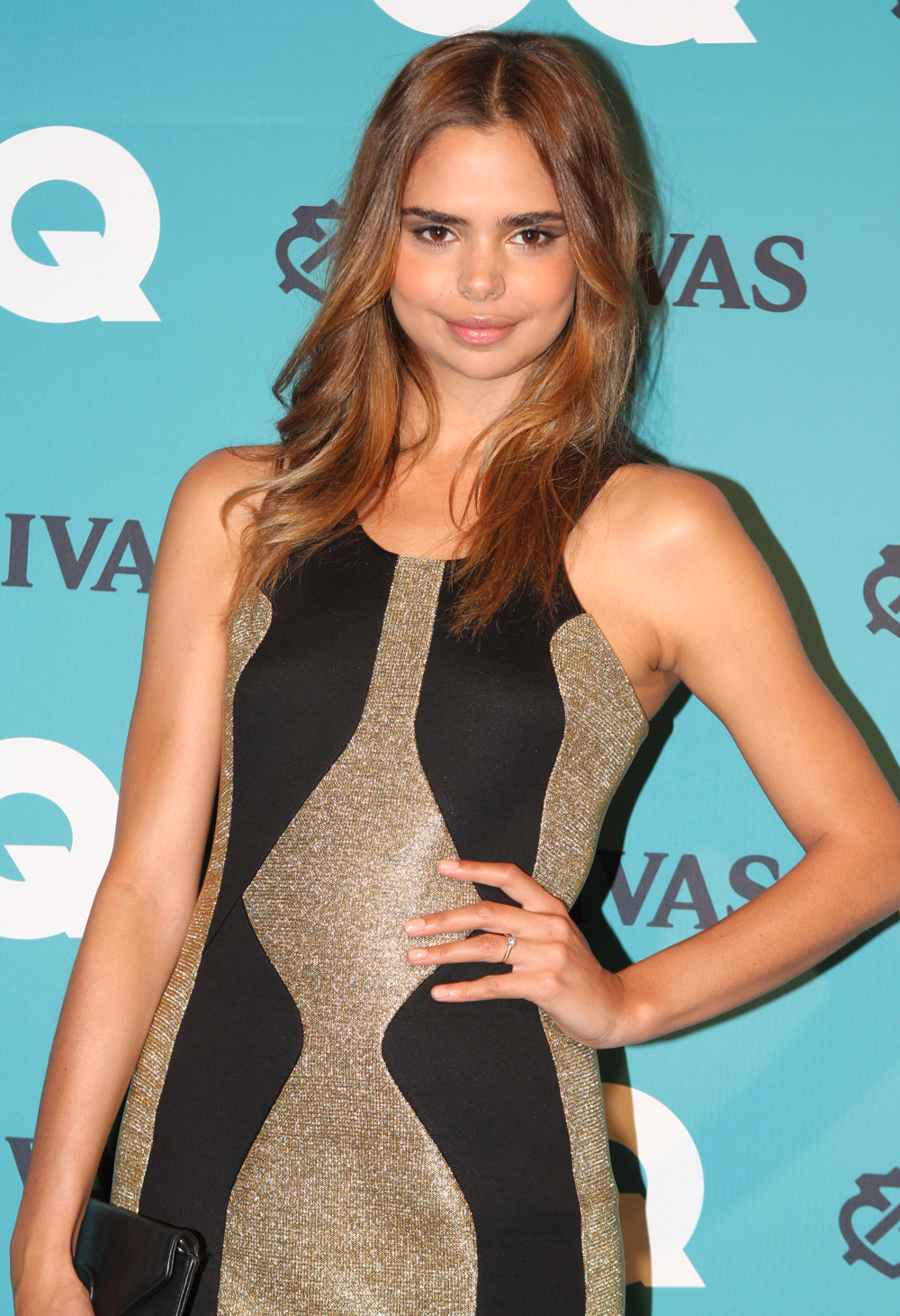
Samantha Harris, 2012

Samantha Harris (* 20. Juli 1990 in Tweed Heads, New South Wales) ist ein australisches Model.

## Leben
Mütterlicherseits stammt sie von einer Aborigine ab und hat väterlicherseits deutsche und englische Wurzeln. Harris wurde vor allem während der Australian Fashion Week 2010 bekannt, wo sie für eine Rekordanzahl an Schauen lief. Sie wurde ebenfalls für eine Anzeige des Modelabels Miu Miu in der australischen Vogue vom März 2010 fotografiert und war auf dem Cover der Juni-Ausgabe 2010 zu sehen. Sie lebt derzeit in Sydney.
Im Januar 2011 wurde Harris zum "young women’s fashion ambassador" für das australische Modekaufhaus David Jones ernannt. Zusammen mit Miranda Kerr und Megan Gale ist Harris Teil der TV- und Print-Kampagne des Hauses für den Frühling/Sommer 2011/12.